# Bali United Football Club
Maillots
Le Bali United Football Club est un club de football indonésien basé à Gianyar dans la province de Bali. 

## Historique

### Repères historiques
- 1989 : fondation du club sous le nom de Putra Samarinda
- 2004 : le club est renommé Persisam Putra Samarinda
- 2015 : le club est renommé Bali United

### Histoire
En 2017, le Paris Saint-Germain, inaugure un centre de formation à Bali, et signe un partenariat avec le club.

## Bilan sportif

### Palmarès
- Championnat d'Indonésie de D1 (2)
  - Champion : 2019, 2022
- Championnat d'Indonésie de D2 (1)
  - Champion : 2009

### Parcours asiatique
Note : dans les résultats ci-dessous, le score du club est toujours donné en premier.
| Saison | Compétition         | Tour             | Club              | Domicile        | Extérieur       | Total           |
| ------ | ------------------- | ---------------- | ----------------- | --------------- | --------------- | --------------- |
| 2018   | Ligue des champions | Premier tour Q   | Tampines Rovers   | 3 - 1 (dom.)    | 3 - 1 (dom.)    | 3 - 1 (dom.)    |
| 2018   | Ligue des champions | Deuxième tour    | Chiangrai United  | 1 - 2 ap (ext.) | 1 - 2 ap (ext.) | 1 - 2 ap (ext.) |
| 2018   | Coupe de l'AFC      | Phase de groupes | Yangon United     | 1 - 3           | 2 - 3           | Quatrième       |
| 2018   | Coupe de l'AFC      | Phase de groupes | Global Cebu       | 1 - 3           | 1 - 1           | Quatrième       |
| 2018   | Coupe de l'AFC      | Phase de groupes | Thanh Hóa         | 3 - 1           | 0 - 0           | Quatrième       |
| 2020   | Ligue des champions | Premier tour Q   | Tampines Rovers   | 5 - 3 ap (ext.) | 5 - 3 ap (ext.) | 5 - 3 ap (ext.) |
| 2020   | Ligue des champions | Deuxième tour    | Melbourne Victory | 0 - 5 (ext.)    | 0 - 5 (ext.)    | 0 - 5 (ext.)    |
| 2020   | Coupe de l'AFC      | Phase de groupes | Than Quảng Ninh   | 4 - 1           |                 |                 |
| 2020   | Coupe de l'AFC      | Phase de groupes | Preah Khan Reach  |                 | 1 - 2           |                 |
| 2020   | Coupe de l'AFC      | Phase de groupes | Ceres-Negros      |                 | 0 - 4           |                 |

Légende
- Victoire ou qualification pour le tour suivant
- Match nul
- Défaite ou élimination de la compétition

## Personnalités du club

### Entraîneurs
Le tableau suivant présente la liste des entraîneurs du club depuis 2008.
| Rang | Nom                     | Période   |
| ---- | ----------------------- | --------- |
| 1    | Eddy Simon Badawi       | 2008-2009 |
| 2    | Aji Santoso             | 2009-2010 |
| 3    | Hendri Susilo           | 2010-2011 |
| 4    | Daniel Roekito          | 2011-2012 |
| 5    | Hendri Susilo (intérim) | 2012      |

| Rang | Nom           | Période   |
| ---- | ------------- | --------- |
| 6    | Misha Radovic | 2012      |
| 7    | Mundari Karya | 2013-2014 |
| 8    | Nil Maizar    | 2014      |
| 9    | Indra Sjafri  | 2014-2017 |
| 10   | Nil Maizar    | 2015      |

| Rang | Nom                     | Période                    |
| ---- | ----------------------- | -------------------------- |
| 11   | Hans-Peter Schaller     | 15 févr. 2017-26 avr. 2017 |
| 12   | Eko Purjianto (intérim) | 26 avr. 2017-10 mai 2017   |
| 13   | Widodo Cahyono Putro    | 10 mai 2017-29 nov. 2018   |
| 14   | Eko Purjianto (intérim) | 29 nov. 2018-31 déc. 2018  |
| 15   | Stefano Cugurra         | 14 janv. 2019-             |

### Joueurs emblématiques
- Christian González
- Ilham Jaya Kesuma
- Roger Milla
- Pierre Njanka
- Pavel Solomin
- Pipat Thonkanya

## Image et identité

### Logos

Putra Samarinda
Persisam Putra Samarinda
Bali United